# Kozáci (Tolstoj)
Kozáci je novela ruského spisovatele Lva Nikolajeviče Tolstého píšícím v žánru kritického realismu. Příběh se odehrává v prostředí Kavkazu devatenáctého století.

## Děj
Příběh vypovídá hlavně o třech lidech. Prvním z nich je jistý kníže Olenin, který žil v Rusku kdesi ve městě a nyní se vypravil spolu s četou vojáků jako kadet, tedy poddůstojník, na Kavkaz, kde se válčilo vždy a kde ho nadchly úžasné hory. Druhou osobou příběhu je Lukaška, mladý kozák, pravý džigit, tj. hrdý bojovník. Je taktéž ve vojenské službě na stanici (vojenská základna a vesnice zároveň), kde očekávají útoky nepřátelských abreků. Třetí osobou příběhu je dívka Marjanka, velice krásná, která bydlí ve vesnici a o kterou se Lukaška uchází, přestože je z lepší rodiny - je dcerou chronužího (důstojník) a on je z prostých rodičů.
Kníže Olenin přijede do vesnice, kde Marjanka sídlí. Mezitím na stanici Lukaška zastřelil abreka, když byl na stráži. Nedlouho poté, co mrtvolu jeho bratr vykoupil, celý Lukaškův oddíl, kde spolu se svým nepříliš udatným přítelem Nazarkou slouží, přesune se do Marjančiny vesnice. Mezi ním a jí vzplane veliká láska, přestože Marjanka je povahy dost odmítavé. Pokud je Ljukaška na lovu, po boku má přítele Jerošku, kterému je však již přes sedmdesát let a také často chodívá na lov sám, jen se psem. V mládí byl opravdový džigit - kradl koně, dělal nájezdy a pořádal výpravy s Turky. Je nejlepším lovcem. Spřátelí se i s přijíždějícím knížetem Oleninem. Tomu se díky jeho romantickým a chudý lid preferujícím názorům (mírně se podobá postavě Nelchjůdova z románu Vzkříšení) na Kavkazu nesmírně líbí a také chodí lovit s Jeroškou. Poté se stane jistá věc a Lukaška, Marjanka a Olenin se dostanou do milostného trojúhelníku - částečně Oleninově lásce k hrdé kozačce přispěje kníže Belecký, který taktéž přijíždí na Kavkaz a který je mnohem více aristokratického smýšlení než Olenin. Celá kniha pak vypovídá hlavně o Oleninovi a o jeho pocitech, přičemž ten vlastně chápe, že o Marjanku nemá usilovat a nechce to, částečně kvůli Lukaškovi, ale stále po ní touží. Vše se změní při závěrečném boji s abreky.

## Film
- Kozáci (1961, SSSR), režie Vasilij Pronin